# George Crockett Strong
George Crockett Strong (Stockbridge, Vermont, 16 de octubre de 1832 - Nueva York, N.Y. 20 de julio de 1863), fue un general del Ejército de la Unión durante la Guerra de Secesión.

## Biografía
George Strong creció con su tío en Easthampton, Massachusetts. Visitó la Academia Militar en West Point en 1853 de donde egresó en 1857 con el grado de teniente en 2.º dentro del ejército. Hasta el comienzo de la guerra civil él tuvo la responsabilidad de guardar arsenal militar. 
Al comienzo de la Guerra Civil Strong se volvió teniente en 1.er grado y sirvió en el Estado Mayor del General McDowell, entre otros, durante la Primera Batalla de Manassas, Más tarde Strong sirvió en el Estado Mayor del General McClellan. Fue enviado al Oeste y sirvió bajo el General Benjamin Franklin Butler. Participó en una expedición contra Nueva Orleans y como mayor comandó una expedición contra Ponchatoula, Luisiana, el 15 de septiembre de 1862. 
En noviembre de 1862 Strong fue nombrado General de Brigada de Voluntarios. Le dieron el mando de una Brigada en la Primera División del X. Cuerpo en Morris Island, Carolina del Sur.  Esta brigada dirigió el segundo ataque a Fort Wagner el 18 de julio de 1863, una fortaleza de la Confederación posicionada para proteger el puerto de Charleston en Carolina del Sur. Durante ese ataque, en el que el Coronel Robert Gould Shaw y el 54 de Massachusetts se volvieron famosos, Strong sufrió una herida grave.
Fue evacuado de inmediato a Nueva York y allí él murió finalmente de tétanos 12 días después a causa de la herdida. El día después recibió la promoción de general de división. Está enterrado en el cementerio de Green-Wood de Brooklyn, Nueva York, donde también hay un monumento dedicado. Fort Strong, una posición de artillería en Deer Island, en el puerto de Boston, fue nombrado en 1899 en su recuerdo.

## Cultura popular
Jay O. Sanders interpretó a George Crockett Strong en 1989 en la película premiada Tiempos de gloria.